# 古庄淳
古庄 淳（ふるしょう じゅん）は、日本の脚本家・構成作家・演出家。

## 人物
大分県豊後大野市緒方町出身。
明治学院大学社会学部を卒業。劇場用映画製作会社に入社。演出部に所属。
劇場用映画や劇場用ドキュメンタリー映画の助監督を務める。
東陽一、杉田成道、Lan Nei Tsai（ラン、ナイチョイ）、山城新伍、大井利夫、雨宮慶太、吉田健、黒沢直輔、天野恒幸、他の監督作品に助監督、監督補佐として参加。
29歳で脚本家デビュー。31歳で監督デビュー。
ドラマの脚本・構成・監督以外にも、CMの構成・演出。ドキュメンタリーの構成・演出。イベント映像の脚本・演出も手掛ける。
国内外の社会問題に迫ったニュース特集の演出や、情報番組の構成演出も多数ある。
海外での撮影経験が豊富で、ドラマやCMの他にも、イベントやニュース、紀行など撮影テーマは幅広く、海外での撮影回数は60回を超える。

## 作品
主な監督/脚本/原作・原案／構成の作品

### 映画・テレビドラマ・Vシネマ・アニメ
- 「映画みたいな恋したい」（木村拓哉・篠原涼子・酒井法子他主演 全9作品）
- 「エコエコアザラク」（佐伯日菜子主演 全6作品）
- 「かくれん坊」
- 「A Doll In The Dark」
- 「夢の中へ」（全3作品）
- 「女囚処刑人マリア」（川島なお美主演、1994年 / 伊庭晋太郎作、土山しげる画の漫画『マリア ブーメランのように』の映像化）
- 「逢いたくて」（J・チャン主演）
- 「MAYA」
- 「鍵師カチリ」（羽賀研二主演）
- 「東京ジャンクシティー」（全3作品）
- 「TOKYO Doll」（日本アメリカ合作映画 川島なお美、ビリー・ドラゴ主演）
- 「THE レイプマン」（沖田浩之主演 全6作品）
- 「観察列島」（全2作品〕
- 「神に仕える天使たち」（全3作品）
- 「ドラッグストアー」
- 「真・女神転生デビルサマナー」（全4作品）
- 「奇獣教師」（全4作品）
- 「東京グッドBOY」（全4作品）
- 「女囚処刑人マリア2」（杉本彩主演、1995年 / 漫画『マリア ブーメランのように』の映像化第2弾）
- 「ラストチャレンジ」（全4作品）
- 「縄師事件簿（蛍雪次郎主演）
- 「ロンタイBABY」（岡田理江、稲田千花千主演）
- 「Wキャスト」
- 「明日」
- 「カンフーキッズ」（アニメ映画　全3作品）
- 「少林kids」（アニメドラマ）
- 「恐竜プラネット」（アニメドラマ　全9作品）

### CM/インフォマーシャル/プロモーション
- アサヒビール（新製品キャンペーン）
- SANKYO（新パチンコ機種）
- キャセイパシフィック（世界向けプロモーション）
- 東急レクレーション（フィットネス）
- タイ国政府観光庁（インバウンド）
- SEE（新産業機械キャンペーン）
- 代々木ゼミナール（医学部受験対策ドラマ）
- ネオテックス（新規プロモーション）
- 新日鉄（海外向けプロモーション）
- トステム（新製品キャンペーン）
- 香港政府観光局（インバウンド）
- HONDA（イベント）
- グラクソ・スミスクライン　（新薬品）
- 銀のさら（商品プロモーション）
- FFC（新テクノロジー）
- エミレーツ航空（海外向け）
- 住宅公団（企業プロモーション）
- 日立（新製品開発プロジェクト）
- ベネッセ（新教材）
- 兼松（東南アジア市場プロモーション）
- ヤマト運輸
- リレント化粧品（新製品）

- 立正大学（大学紹介）
- OMIC（世界の船積み検査プロモーション）
- 中部電力（子供向けクイズ画像）
- ゲームいきものがたり（日本販売プロモーション）
- Bubble90（高節水率ノズル）
- アクチオ　（機材レンタル）
- スクールIE（入塾案内）
- マックスG（新製品）
- ニチニチ製薬（新製品プロモーション）
- チャイルド社（会社PR)
- ホットマン（新作ベビー用品）
- 北里大学（医学部創立50周年記念）
- ノーベル生理学・医学賞受賞者・大村智博士特別講演
- アイドルプロモーション、外国人ミュージシャンプロモーション 他

### テレビ紀行・ドキュメンタリー
- 紀行番組、ドキュメンタリー番組への関わりは深く、その多くが、地域創生、地域活性、秘境、民族をテーマにしたものである。
- 他にも鉄道、温泉、食をテーマにした紀行番組に携わっている。
- 海外での撮影国・地域は、カンボジア、ベトナム、タイ、台湾、韓国、香港、マカオ、マレーシア、インドネシア、
- さらに、ドイツ、ベルギー、マルタ王国、アラブ首長国連邦、アメリカ合衆国、イタリア 　他。

### テレビ報道
- TBS「サンデーモーニング」（特集　日本～格安旅行会社倒産の裏）他
- TBS「ニュースの森」（特集　カンボジア～幸せをつぐむ黄金の糸、地域創生）他
- TBS「ブロードキャスター」（特集　タイ～台湾からの贈り物）
- TBS「スペースJ」（特集　タイ～バンコク在住日本人詐欺師の実態に迫る）
- 日本テレビ「NNNニュースプラス1」（特集 タイ～タイ人の若い男性を買う日本人女性、地域創生）他
- テレビ朝日「カンボジア～アンコールワット国際ハーフマラソン」

### テレビ情報
- フジテレビ「みのもんた 危機一髪!SOS」（航空機爆破事故、恐怖の5時間）他
- TBS「島田紳助のジョン万次郎」（ベトナム、カンボジア、タイ　その地で懸命に生きる日本人）
- フジテレビ「めざましどようび」（証券会社と歩む）他
- TBS「スーパーフライデー」（20歳女性失踪の謎）他
- フジテレビ「水曜スペシャル」（真相山中湖ウインドサーファー行方不明）他
- テレビ朝日「タイに進出した重機レンタル会社の快進撃」

### 行政
- 国連（インバウンド、地域創生）他
- 総務省（文部科学大臣表彰、地域活性化　沖縄～北海道）

他
- 厚生労働省（風疹感染予防）
- JICA（カンボジア　危険な飲み水、地域創生、民族）他
- JETRO （インドネシア　ベトナム　台湾　人口増加と交通渋滞、地域活性化）他

### 出版
- 小説「映画みたいな恋したい」原作（NHK朝ドラちゅらさんの脚本家・岡田惠和氏との共同作品　太田出版）